# Almaty Open
Almaty Open, w latach 2020–2023 Astana Open – męski turniej tenisowy kategorii ATP Tour 250 zaliczany do cyklu ATP Tour rozgrywany na kortach twardych w hali w kazachskim Ałmaty.
W latach 2020–2023 mężczyźni rywalizowali w Astanie. W 2024 roku turniej przeniesiono do Ałmaty. W sezonie 2022 turniej zorganizowano z rangą ATP Tour 500.
Turniej kobiet WTA 250 zaliczany do cyklu WTA Tour odbył się w 2021 roku, w Astanie na kortach twardych w hali.

## Mecze finałowe

### Gra pojedyncza mężczyzn
| Ałmaty |                  |                    |               |
| Rok    | Zwycięzca        | Finalista          | Wynik         |
| 2024   | Karen Chaczanow  | Gabriel Diallo     | 6:2, 5:7, 6:3 |
| Astana |                  |                    |               |
| Rok    | Zwycięzca        | Finalista          | Wynik         |
| 2023   | Adrian Mannarino | Sebastian Korda    | 4:6, 6:3, 6:2 |
| 2022   | Novak Đoković    | Stefanos Tsitsipas | 6:3, 6:4      |
| 2021   | Kwon Soon-woo    | James Duckworth    | 7:6(6), 6:3   |
| 2020   | John Millman     | Adrian Mannarino   | 7:5, 6:1      |

### Gra pojedyncza kobiet
| Rok  | Zwyciężczyni        | Finalistka       | Wynik         |
| 2021 | Alison Van Uytvanck | Julija Putincewa | 1:6, 6:4, 6:3 |

### Gra podwójna mężczyzn
| Ałmaty |                                         |                                     |                    |
| Rok    | Zwycięzcy                               | Finaliści                           | Wynik              |
| 2024   | Rithvik Choudary Bollipalli Arjun Kadhe | Nicolás Barrientos Skander Mansouri | 3:6, 7:6(3), 14–12 |
| Astana |                                         |                                     |                    |
| Rok    | Zwycięzcy                               | Finaliści                           | Wynik              |
| 2023   | Nathaniel Lammons Jackson Withrow       | Mate Pavić John Peers               | 7:6(4), 7:6(7)     |
| 2022   | Nikola Mektić Mate Pavić                | Adrian Mannarino Fabrice Martin     | 6:4, 6:2           |
| 2021   | Santiago González Andrés Molteni        | Jonatan Erlich Andrej Wasileuski    | 6:1, 6:2           |
| 2020   | Sander Gillé Joran Vliegen              | Max Purcell Luke Saville            | 7:5, 6:3           |

### Gra podwójna kobiet
| Rok  | Zwyciężczynie                       | Finalistki                              | Wynik          |
| 2021 | Anna-Lena Friedsam Monica Niculescu | Angielina Gabujewa Anastasija Zacharowa | 6:2, 4:6, 10–5 |